# Lantzia carinata
Lantzia carinata é uma espécie de gastrópode  da família Lymnaeidae.. É a única espécie do género Lantzia.
É endémica de Reunião (França).